# Мааткара
Мааткара (XI ст. до н. е.) — давньоєгипетський діячка, Дружина бога Амона.

## Життєпис
Походила з XXI династії. Донька Пінеджема I, фараона, і великої царської дружини Дуатхатхор-Хенуттауї (Хенуттауї I), доньки Рамсеса XI з XX династії. Спочатку отримала посаду Божественної обожнювачки Амона, а потім стала Дружиною бога Амона. Але про діяльність Мааткари на своїх посадах нічого невідомо. Їй спадкувала небога Хенуттауї IV.

## Поховання

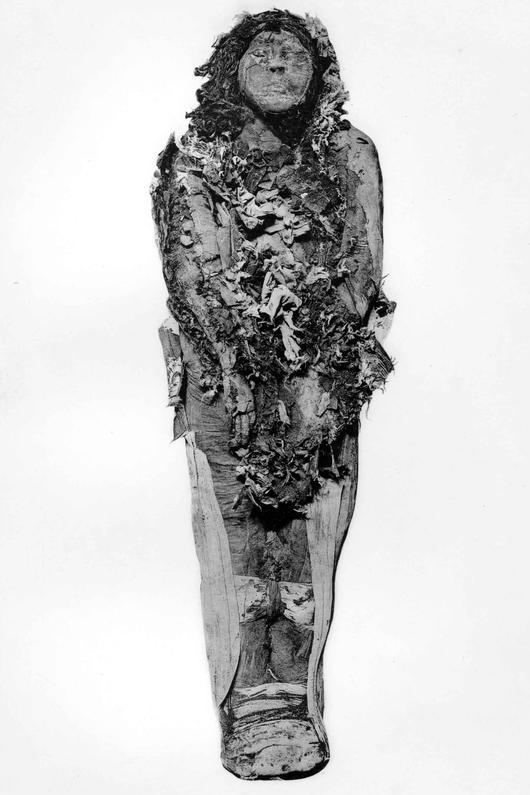
Мумія Мааткари

Її первісне місце поховання невідоме. Мумію Мааткари знайдено 1881 року в гробниці DB320 разом з її саркофагом з кедру і акації (вкрито сусальним золотом), 150 ушебті та іншими муміями її найближчих родичів в Дейр ель-Бахарі. На мумії знайдено блакитну перуку. Також встановлено, що жінка мала мигдалевоподібні очі. Залишки смуг від бинтів для муміфікації було знайдено біля Мааткари. Спочатку припускалося, що це була її дитина, але зрештою виявлено, що це мумія мавпи (напевне, бабуїна).
Поховання було пограбовано ще в давнину. Залишилися лише амулет і три кільця із золота і срібла.
Відомо кілька її зображень: її зображували як молоду дівчину в Луксорському храмі разом з сестрами Хенуттауї II та Мутнеджмет, також, верховну жрицю на фасаді храму Хонсу в Карнаку і на статуї, яка зберігається у Марселі.